# Tod Morgan
Tod Morgan (* 25. Dezember 1902 in Dungeness, Washington, USA als Albert Morgan Pilkington; † 3. August 1953) war ein US-amerikanischer Boxer im Superfedergewicht und Linksausleger. 

## Karriere
In seiner Gewichtsklasse war er sowohl der erste Weltmeister des Verbandes NBA (die NBA wurde im Jahre 1962 in WBA umbenannt) als auch des ehemaligen Verbandes NYSAC (aus dem später der WBC-Verband hervorging). Dies gelang ihm, als er am 16. Dezember im Jahr 1927 seinen Landsmann Joe Glick in einem auf 15 Runden angesetzten Kampf in der 14. Runde durch Disqualifikation schlug.
Den Titel der NBA hielt er bis 1928 und den der NYSAC bis Dezember 1929. Zudem trug Morgan von Dezember 1925, als er Mike Ballerino durch technischen K. o. in der 10. Runde besiegte, bis Dezember 1929 den universellen Weltmeistertitel.
Im Jahre 1942 absolvierte Morgan seine letzten beiden Kämpfe.